# زیردریایی یو-۶۶۵
زیردریایی یو-۶۶۵ (به انگلیسی: German submarine U-665) یک زیردریایی است که طول آن ۶۷٫۱ متر (۲۲۰ فوت ۲ اینچ) می‌باشد. این زیردریایی در سال ۱۹۴۲ ساخته شد.